# Euchalcia satiata
Euchalcia satiata là một loài bướm đêm trong họ Noctuidae.